# Private Dancer (Lied)
Private Dancer ist ein Lied von Tina Turner aus dem Jahr 1984, das von Mark Knopfler geschrieben und von John Carter produziert wurde. Es erschien auf dem gleichnamigen Album.

## Geschichte
Ursprünglich schrieb Mark Knopfler das Lied für seine Band Dire Straits. Es sollte daher auch auf dem Album Love over Gold enthalten sein, doch später war Knopfler der Ansicht, dass eine Frau besser geeignet sei, das Lied zu singen. Die Melodie des Refrains von Private Dancer verwendete er aber auch im Refrain des Dire-Straits-Titels Love over Gold. Die Tina Turner begleitende Band sind die Dire Straits; anstelle von Mark Knopfler spielt das Gitarrensolo im Lied allerdings Jeff Beck. Die Veröffentlichung erfolgte am 28. Oktober 1984 über das Plattenlabel Capitol Records.
Bei einem Liveauftritt in BBCs Top of the Pops durfte Turner nicht die Zeile „American Express will do nicely, thank you“ singen, da es ein Verbot von Verwendungen von Produktnamen in der Show gab. Sie sang stattdessen die umgeschriebene Zeile: „A few pounds sterling will do nicely, thank you“ (deutsch: Ein paar Pfund Sterling werden auch akzeptiert, verbindlichsten Dank.)

## Inhalt des Liedes
Das Lied handelt von einer Stripperin oder Prostituierten, die sich selbst als Private Dancer bezeichnet. Sie beschreibt, wie leer sie sich dabei fühlt.

## Musikvideo
Das Musikvideo wurde im Rivoli Ballroom, London, gedreht.

## Rezeption

### Chartplatzierungen
| ChartsChartplatzierungen       | Höchstplatzierung | Wochen |
| ------------------------------ | ----------------- | ------ |
| Deutschland (GfK)              | 20 (14 Wo.)       | 14     |
| Vereinigte Staaten (Billboard) | 7 (18 Wo.)        | 18     |
| Vereinigtes Königreich (OCC)   | 26 (9 Wo.)        | 9      |

| ChartsJahrescharts (1985)      | Platzierung |
| ------------------------------ | ----------- |
| Vereinigte Staaten (Billboard) | 93          |

### Auszeichnungen für Musikverkäufe
| Land/Region                  | Auszeichnungen für Musikverkäufe (Land/Region, Auszeichnung, Verkäufe) | Verkäufe |
| ---------------------------- | ---------------------------------------------------------------------- | -------- |
| Vereinigtes Königreich (BPI) | Silber                                                                 | 200.000  |
| Insgesamt                    | 1× Silber ·                                                            | 200.000  |

Hauptartikel: Tina Turner/Auszeichnungen für Musikverkäufe

## Coverversionen
- V.S.O.P. (1986)
- Amii Stewart (1993)
- Mambo Kurt (2007)
- finn. (2011)
- Meshell Ndegeocello (2018)